# Tomás Camarillo
Tomás Camarillo Hierro (Guadalajara, 29 de diciembre de 1879-Guadalajara, 1954) fue un fotógrafo, escritor y cineasta español que desarrolló la mayoría de su carrera profesional en la provincia de Guadalajara.

## Biografía
De humilde familia, la temprana muerte de su padre le obligó a desplazarse a Madrid de muy joven para ayudar a la familia. Realizando trabajos variopintos, logró ahorrar para volver a su Guadalajara natal y abrir un pequeño negocio que prosperaría hasta permitirle abrir uno mayor en el que, entre otras cosas, vendía material fotográfico.

## Trabajo fotográfico
Recorrió la provincia retratando con su cámara estampas populares, rincones urbanos, paisajes y todo lo que merecía su atención. Gracias a su labor se pueden conocer muchos de éstos actualmente desaparecidos, por lo que su obra es fundamental para el conocimiento y la recuperación de la memoria artística y etnográfica de la provincia de Guadalajara. Muchas obras de arte que se perdieron durante la última guerra civil española, sobre todo retablos y tallas de las iglesias y conventos guadalajareños como los de Mondéjar y Albares, han podido ser recuperados gracias a las fotos  realizadas por Camarillo en las décadas de los años 1920 y 1930.
Donó todo su legado fotográfico, de importante valor etnográfico, a la Diputación de Guadalajara y actualmente es un archivo individual dentro del Centro de la Fotografía y la Imagen Histórica de Guadalajara (CEFIHGU).

## Exposiciones (selección)
̈* 1944. Círculo de Bellas Artes de Madrid

## Premios y reconocimientos
El Ayuntamiento de Guadalajara colocó un busto a modo de homenaje en la plaza del Jardinillo frente a la iglesia de San Nicolás. 